# Plagithmysus aequalis
Plagithmysus aequalis là một loài bọ cánh cứng trong họ Cerambycidae.